# Heinkel He 116
 (décembre 2021).
Si vous disposez d'ouvrages ou d'articles de référence ou si vous connaissez des sites web de qualité traitant du thème abordé ici, merci de compléter l'article en donnant les références utiles à sa vérifiabilité et en les liant à la section « Notes et références ».
 (décembre 2021).
La mise en forme du texte ne suit pas les recommandations de Wikipédia : il faut le « wikifier ».
Les points d'amélioration suivants sont les cas les plus fréquents. Le détail des points à revoir est peut-être précisé sur la page de discussion.
- Les titres sont pré-formatés par le logiciel. Ils ne sont ni en capitales, ni en gras.
- Le texte ne doit pas être écrit en capitales (les noms de famille non plus), ni en gras, ni en italique, ni en « petit »…
- Le gras n'est utilisé que pour surligner le titre de l'article dans l'introduction, une seule fois.
- L'italique est rarement utilisé : mots en langue étrangère, titres d'œuvres, noms de bateaux, etc.
- Les citations ne sont pas en italique mais en corps de texte normal. Elles sont entourées par des guillemets français : « et ».
- Les listes à puces sont à éviter, des paragraphes rédigés étant largement préférés. Les tableaux sont à réserver à la présentation de données structurées (résultats, etc.).
- Les appels de note de bas de page (petits chiffres en exposant, introduits par l'outil «  Source ») sont à placer entre la fin de phrase et le point final[comme ça].
- Les liens internes (vers d'autres articles de Wikipédia) sont à choisir avec parcimonie. Créez des liens vers des articles approfondissant le sujet. Les termes génériques sans rapport avec le sujet sont à éviter, ainsi que les répétitions de liens vers un même terme.
- Les liens externes sont à placer uniquement dans une section « Liens externes », à la fin de l'article. Ces liens sont à choisir avec parcimonie suivant les règles définies. Si un lien sert de source à l'article, son insertion dans le texte est à faire par les notes de bas de page.
- La présentation des références doit suivre les conventions bibliographiques. Il est recommandé d'utiliser les modèles {{Ouvrage}}, {{Chapitre}}, {{Article}}, {{Lien web}} et/ou {{Bibliographie}}. Le mode d'édition visuel peut mettre en forme automatiquement les références.
- Insérer une infobox (cadre d'informations à droite) n'est pas obligatoire pour parachever la mise en page.

Pour une aide détaillée, merci de consulter Aide:Wikification.
Si vous pensez que ces points ont été résolus, vous pouvez retirer ce bandeau et améliorer la mise en forme d'un autre article.
Le Heinkel He 116 est un avion de transport allemand de la Seconde Guerre mondiale.

## Historique
La Sicherheitsdienst des Reichsführers-SS (SD) réclame à la Luftwaffe en novembre 1937 de disposer d’un moyen de renseignement aéroporté permettant d’aller survoler les principales installations militaires britanniques et françaises.
L’état-major de l’aviation allemande se mit alors en quête de l’avion idéal pour une telle mission. La SD lui avait donné un temps très court, trop pour permettre le développement d’un avion totalement nouveau. La Luftwaffe se tourna alors vers Heinkel et son avion de transport postal à long rayon d’action He 116. Elle y avait déjà songé, afin d’en faire un bombardier moyen à longue distance, mais se ravisa finalement.
Deux prototypes de reconnaissance stratégique furent commandés sous les désignations de He 116V-7 et He 116V-8.
Extérieurement peu de choses permettaient de différencier le Heinkel He 116V-7 d’un He 116A civil de transport postal, hormis un empennage légèrement redessiné. C’est avec le He 116V-8 qu’apparut vraiment l’avion de reconnaissance. Le nez avait été redessiné afin d’être largement vitré et de permettre à un observateur de prendre place avec plusieurs appareils photo portatifs. Par ailleurs quatre autres, de focales importantes et disposant d’une grande vitesse d’obturation, furent installés sous le fuselage.
Dès le départ le He 116 de reconnaissance fut pensé pour ne pas être armé. Six avions de série He 116B-0 furent produits. Ils entrèrent en service dès le printemps 1938.
Dans un premier temps les Heinkel He 116B-0 furent employés pour des missions au limites des frontières belges et françaises. Surveiller les mouvements de troupes le long de la ligne Maginot était devenu fréquent pour eux. Grâce à ces vols la SD avait une parfaite connaissance du système défensif français. La Grande-Bretagne étant une île la mission s’avéra plus complexe. Pour autant le rayon d’action de l’avion permit des vols en passant par l’Écosse et en redescendant vers le sud donc l’Allemagne.
À l’usage cependant la Luftwaffe se rendit compte d’un défaut majeur sur l’avion : ses quatre moteurs à huit cylindres en V inversé Hirth HM 508 supportaient assez mal les longs survols maritimes. Les embruns les attaquaient cruellement. Principalement utilisé alors sur l’avion de liaisons Siebel Fh 104 le HM 508 était un moteur surtout utilisé pour des survols terrestres.
Quelques He 116B-0 furent cependant employés pour des missions préparant à l’invasion de la Pologne. Sans jamais être inquiétés par la chasse de ce pays les quadrimoteurs allemands réalisèrent des missions de reconnaissance permettant de savoir où se trouvaient la majorité des installations militaires les plus sensibles. Après l’invasion ces avions continuèrent des vols jusqu’à la fin des hostilités contre les forces polonaises.
Désormais connu des Alliés le He 116 était devenu une cible prioritaire pour l’Armée de l’Air et la Royal Air Force. Ce que la SD apprit très rapidement. En outre sa lenteur caractéristique fit que rapidement le quadrimoteur se révéla obsolète face à deux adversaires disposant de chasses aussi performantes.
Dès le début de l’année 1940 les six He 116B-0 de série furent réaffectés à des missions de cartographie aérienne du territoire allemand. Les images permettaient ainsi aux forces allemandes de mieux se déplacer sur leur propre territoire. Après les effondrements de la Belgique, des Pays-Bas, ou encore de la France les vols des He 116B-0 s’élargirent à ces territoires sous occupation. Même la zone dite libre, où s’exerçait l'autorité de l'État Français, fut cartographiée par les quadrimoteurs allemands avant même l'occupation par le Reich.
En novembre 1941, quatre ans seulement après le lancement du programme, le Heinkel He 116 fut retiré du service actif au sein de la Luftwaffe. Sa mission de cartographie aérienne fut un temps reprise par quatre bimoteurs Focke-Wulf Fw 189A avant que la pression des chasses américaines et britanniques ne clouent au sol ces machines.
Avion mal connu le Heinkel He 116 demeure aujourd’hui encore une démonstration flagrante des atermoiements allemands dans les missions de reconnaissance stratégique.[style à revoir] À aucun moment les avions de la Luftwaffe ne réussirent à se hisser au niveau de ceux de la Royal Air Force ou de l’US Army Air Force. L’aviation allemande manquait également d’une doctrine d’emploi dans ce sens. Le choix d’un quadrimoteur disposant de moteurs aussi peu puissants en est la preuve écrasante.

## Variantes

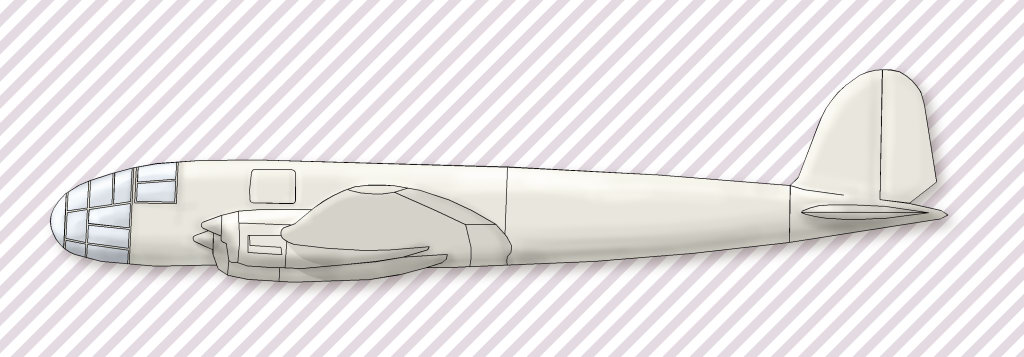
Heinkel He 116 B-0.

- He 116 V1
- He 116 A
- He 116 R
- He 116 B-0

## Opérateurs
- Reich allemand
- Luftwaffe
- Lufthansa
- Mandchoukouo
- Compagnie aérienne nationale du Mandchoukouo